# HD 75495
HD 75495，又名BD-20 2693，SAO 176535、HR 3507，是一颗恒星，视星等为6.47，位于銀經246.06，銀緯14.25，其B1900.0坐标为赤經8h 45m 15.4s，赤緯-20° 14.25′ 30″。